# Teklea, Stara Vîjivka
Teklea (în ucraineană Текля, poloneză Tekla) este un sat în comuna Hluhî din raionul Stara Vîjivka, regiunea Volînia, Ucraina.

## Demografie
Componența lingvistică a localității Teklea
     Ucraineană (99,58%)
     Alte limbi (0,42%)
Conform recensământului din 2001, majoritatea populației localității Teklea era vorbitoare de ucraineană (99,58%), existând în minoritate și vorbitori de alte limbi.